# Пакт о взаимопомощи между СССР и Эстонией
Пакт о взаимопомощи между СССР и Эстонией (эст. Eesti Vabariigi ja NSV Liidu vaheline vastastikuse abistamise pakt) — международный договор, подписанный в Москве 28 сентября 1939 года председателем Совнаркома и наркомом иностранных дел СССР В. М. Молотовым и министром иностранных дел Эстонии К. Сельтером.

## Предыстория
С 1938 года, когда на захват чехословацких Судет Германией Великобритания и Франция ответили Мюнхенским соглашением, а Польша приняла активное участие в разделе Чехословакии и отказалась предоставить Советскому Союзу коридор для войск, которые могли бы прийти на помощь оккупируемой стране, Советский Союз предлагал Англии и Франции создать антигитлеровскую коалицию, в которую бы вошли Польша и балтийские страны. Это предложение не получило действенной поддержки до захвата Мемельского края Литвы Германией и принуждения Литвы к подписанию пакта о ненападении с этой страной в марте 1939 года.
Поскольку Англия и Франция не соглашались выдать гарантии безопасности балтийским странам, этим воспользовалась Германия, 28 апреля 1939 года предложив Эстонии и Латвии заключить договоры о ненападении. Это произошло в Берлине 7 июня 1939 года. В документах содержалась секретная клаузула, согласно которой Эстония и Латвия обязывались принять «с согласия Германии все необходимые меры военной безопасности по отношению к Советской России». Согласно договору, балтийские страны признавали, что «опасность нападения существовала только со стороны Советской России и что здравомыслящая реализация их политики нейтралитета требует развертывания всех оборонительных сил против этой опасности». Германия обязывалась оказывать помощь союзникам «в той мере, насколько они сами не в состоянии это сделать».
23 августа 1939 года СССР и Германия подписали Договор о ненападении между Германией и Советским Союзом (пакт Молотова — Риббентропа). Германия и СССР сходились во мнении, что суверенитет малых государств, оказавшихся между двумя великими державами, подлежит ликвидации. Согласно секретному дополнительному протоколу о разграничении сфер обоюдных интересов в Восточной Европе на случай «территориально-политического переустройства», предусматривалось включение Эстонии, Латвии, Финляндии, Западной Украины и Западной Белоруссии, а также Бессарабии в сферу интересов СССР.
1 сентября 1939 года нападением Германии на Польшу началась Вторая мировая война. После начала войны президент Эстонии Константин Пятс заявил, что Эстония будет оставаться нейтральной в войне между другими странами. 17 сентября 1939 года советские войска вторглись в Польшу. Война в Польше означала, что страны Балтии были практически отрезаны от остальной Европы по суше, что также вызвало трудности в поставках потребительских товаров из-за морской блокады, введенной Германией против Великобритании.

## Переговоры и военная угроза
На переговорах о торговом соглашении между Вячеславом Молотовым и министром иностранных дел Эстонии Карлом Сельтером, которые начались 13 сентября, с 17 сентября произошёл резкий поворот: произошел инцидент с польской подводной лодкой «Орёл», которая была интернирована в порту Таллина накануне капитуляции польского правительства. После капитуляции 17 сентября польский экипаж разоружил эстонскую охрану и подлодка покинула порт Таллина. СССР использовал этот инцидент как предлог для давления на Эстонию.
24 сентября 1939 года министр иностранных дел Эстонии Карл Сельтер с супругой прибыл в Москву по приглашению правительства Союза ССР. Вечером его принял в Кремле председатель Совета Народных Комиссаров и народный комиссар по иностранным делам В.Молотов. Отметив, что новое соглашение о торговле готово, он указал, что политические отношения между Советским Союзом и Эстонией неудовлетворительны. «Побег интернированной польской подводной лодки из Таллина показывает, что правительство Эстонии или не хочет, или не может поддерживать порядок в своей стране и тем самым ставит под угрозу безопасность Советского Союза, — указал Молотов. — Подводная лодка была отремонтирована в Таллине, снабжена топливом, ей были оставлены 6 торпед и дана возможность уйти. Советский Союз, у которого на Балтийском море значительные интересы: большой порт в Ленинграде, большие военные и торговые флоты, ничем не защищен от подобных неожиданностей и в будущем. Необходимо дать Советскому Союзу действенные гарантии для укрепления его безопасности… и заключить военный союз или договор о взаимной помощи, который вместе с тем обеспечивал бы Советскому Союзу права иметь на территории Эстонии опорные пункты или базы для флота и авиации».
Ещё 17 апреля 1939 года посланник Латвии в Эстонии В. Шуманис сообщал в МИД, что «в эти дни в Эстонии уравнена продолжительность военной службы и продлена для всех родов войск до 18 месяцев», а «в мае или июне в Эстонии предусмотрено продлить всеобщую военную службу на 2 года». Однако, «по расчетам знатоков, нынешний состав частей вооруженных сил столь мал (в связи с годами мировой войны, когда рождаемость была очень ничтожна), что невозможно даже провести единовременную всеобщую мобилизацию, из-за недостатка кадров».
Сельтер отбыл для переговоров с президентом и парламентом в Таллин.
К этому времени на советской границе с Эстонией и Латвией была развёрнута военная группировка, имевшая в составе 160 тыс. человек, 700 орудий, 600 танков и столько же самолётов. Армия Эстонии насчитывала всего 16 тысяч человек, 30 танков и 125 самолётов. 26 сентября 1939 года нарком обороны СССР Климент Ворошилов отдал приказ о том, чтобы 29 сентября «нанести мощный и решительный удар по эстонским войскам» с одновременным наступлением 7-й армии в направлении Риги, если латвийская армия окажет поддержку Эстонии.. Эстонская армия завершила предмобилизационные приготовления к 27 сентября.

27 сентября в Нарвском заливе был потоплен советский транспортный корабль «Металлист»(1903 года постройки), в гибели которого советское руководство обвинило Эстонию. По мнению современных историков, это событие было спланированной провокацией Советского Союза с целью оказать давление на Эстонию или, в случае отказа от базового соглашения, использовать инцидент как предлог для войны.
План вторжения в Эстонию был одобрен Ворошиловым 28 сентября. Балтийскому флоту была поставлена задача уничтожить ВМС Эстонии и его военно-морские базы, блокировать доступ кораблей в Финский залив и подготовить захват таллинского укрепрайона.

## Заключение договора
26 сентября требования СССР обсуждались на заседании комиссий эстонского парламента по иностранным делам и государственной обороне. В условиях, когда Латвия и Финляндия отказались оказать Эстонии поддержку, Великобритания и Франция (находившиеся в состоянии войны с Германией) не в состоянии были её оказать, а Германия рекомендовала принять советское предложение, эстонское правительство пошло на переговоры в Москве, в результате которых 28 сентября был заключён «Пакт о взаимопомощи», предусматривающий размещение на территории Эстонии советских военных баз и 25-тысячного советского контингента. Парламент Эстонии ратифицировал договор 4 октября.

## Права и обязанности сторон
Статья I предусматривала обязательства сторон оказывать друг другу помощь, в том числе военную, «в случае возникновения прямого нападения или угрозы нападения со стороны любой великой европейской державы по отношению морских границ Договаривающихся Сторон в Балтийском море или сухопутных их границ через территорию Латвийской Республики, а равно и указанных в статье III баз». Статья III предусматривала размещение в Эстонии советских военно-морских баз и аэродромов (на Хийумаа, Сааремаа и в Палдиски).
28 сентября к Пакту был принят также конфиденциальный протокол, предусматривавший право СССР на время европейской войны держать на аэродромах и базах гарнизоны численностью до 25 000 человек.
11 октября был подписан пакет соглашений о размещении войсковых частей СССР на территории Эстонии, предусмотренном статьёй III Пакта.

## Вступление в силу и срок действия
Статьёй VI вступление пакта в силу предусматривалось в день обмена актами о ратификации (состоялся 4 октября), срок действия был установлен в 10 лет с автоматическим продлением на 5 лет, если ни одна сторона не денонсирует пакт за год до истечения срока.

## Окончание действия пакта
Пакт фактически прекратил действие после вхождения Эстонии в состав СССР в 1940 году. После того, как в годы перестройки вскрылись подробности пакта Молотова — Риббентропа (о разделе сферы влияния между нацистской Германией и СССР) в республиках Прибалтики поднялось движение за суверенитет и массовые ненасильственные акции людей (см. «Балтийская цепь») в этих республиках привели к тому, что 12 ноября 1989 года Верховный Совет Эстонской ССР аннулировал свою декларацию от 22 июля 1940 года о вхождении ЭССР в СССР. 8 мая 1990 года Верховный Совет Эстонской ССР принял закон о восстановлении действия Конституции независимой Эстонской Республики 1938 года. 20 августа 1991 года Эстония подтвердила свою независимость. 17 сентября 1991 года Эстония была принята в ООН.